# Detlef Langemann
Detlef Langemann (* 3. April 1947 in Köln) ist ein ehemaliger deutscher Eishockeyspieler. Er war Kapitän der Meistermannschaft 1977 des Kölner EC, genannt „Kölner Haie“.

## Werdegang
Detlef Langemann erhielt bereits 1963 erste Einsätze für die 1. Mannschaft des Kölner EK, bei dem er zuvor die Jugendmannschaften durchlaufen hatte. In der Mannschaft, die zumeist in der damals zweithöchsten Spielklasse, der Oberliga, spielte, entwickelte sich der Stürmer schnell zu einem Leistungsträger. So hatte er 1966 großen Anteil am Wiederaufstieg in die Oberliga sowie 1969 am kurzzeitigen Aufstieg in die Bundesliga. In den Spielzeiten 1966/67, 1968/69 und 1969/70 war er jeweils Toptorschütze des Teams. Die Saison 1970/71 verbrachte er bei Preußen Krefeld, ehe er wieder zurück zum KEK wechselte. 1972 gehörte Langemann zu denjenigen, die die Abspaltung der Eishockeyabteilung vom KEK hin zum neu gegründeten Kölner EC forcierten. Mit dem KEC schaffte er bereits im ersten Jahr den Aufstieg in die Bundesliga, aus der der Verein bis heute nicht mehr abgestiegen ist. In den beiden ersten Spielzeiten des KEC war der Linksschütze jeweils bester Torschütze, in den Jahren 1973/74 und 1975/76 war er Topscorer des Teams. 1976/77 gewann er mit den Haien die erste deutsche Meisterschaft der Vereinsgeschichte. Nach dem zweiten Titelgewinn 1978/79 beendete er seine Laufbahn. Bis dahin war er vier Jahre lang Kapitän der Mannschaft gewesen.
Langemann spielte in seiner Karriere knapp 200 Spiele für den KEC in der Bundesliga. Dabei schoss er 71 Tore und gab 86 Vorlagen. Hinzu kommen die rund 400 Einsätze für den KEK mit ca. 200 Toren. Zu einem Spiel für die Nationalmannschaft kam er, trotz starker Leistungen über Jahre, aus beruflichen Gründen nie.
Nach seiner aktiven Zeit blieb er bei den Haien und arbeitete unter anderem als Trainer im Nachwuchsbereich. 1983 wurde er mit den KEC-Junioren, bei denen zu dieser Zeit unter anderem Uwe Krupp spielte, Meisterschaftsdritter. Außerdem gründete er mit weiteren ehemaligen KEC-Profis die Traditionsmannschaft des Clubs, in der er noch heute gelegentlich mitspielt. Am 22. November 2011 wurde seine Rückennummer #14 von den Kölner Haien gesperrt und sein Trikot im Rahmen des Derbys gegen die DEG Metro Stars unter das Dach der Lanxess Arena gezogen.